# Station Altnabreac
Station Altnabreac (Engels: Altnabreac railway station) is het spoorwegstation van de Schotse plaats Altnabreac. Het station ligt aan de Far North Line en is geopend in 1874.

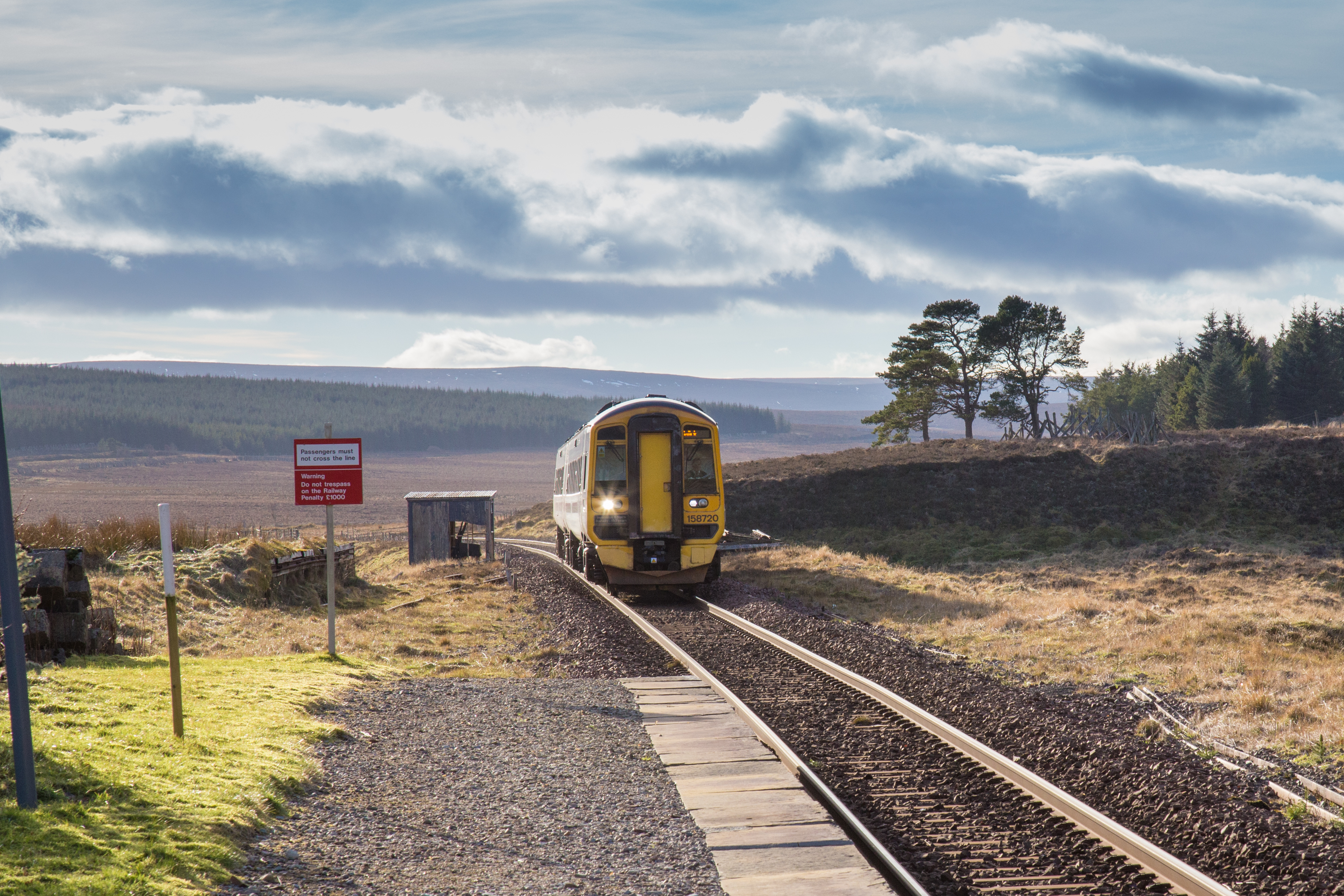
Naderende trein
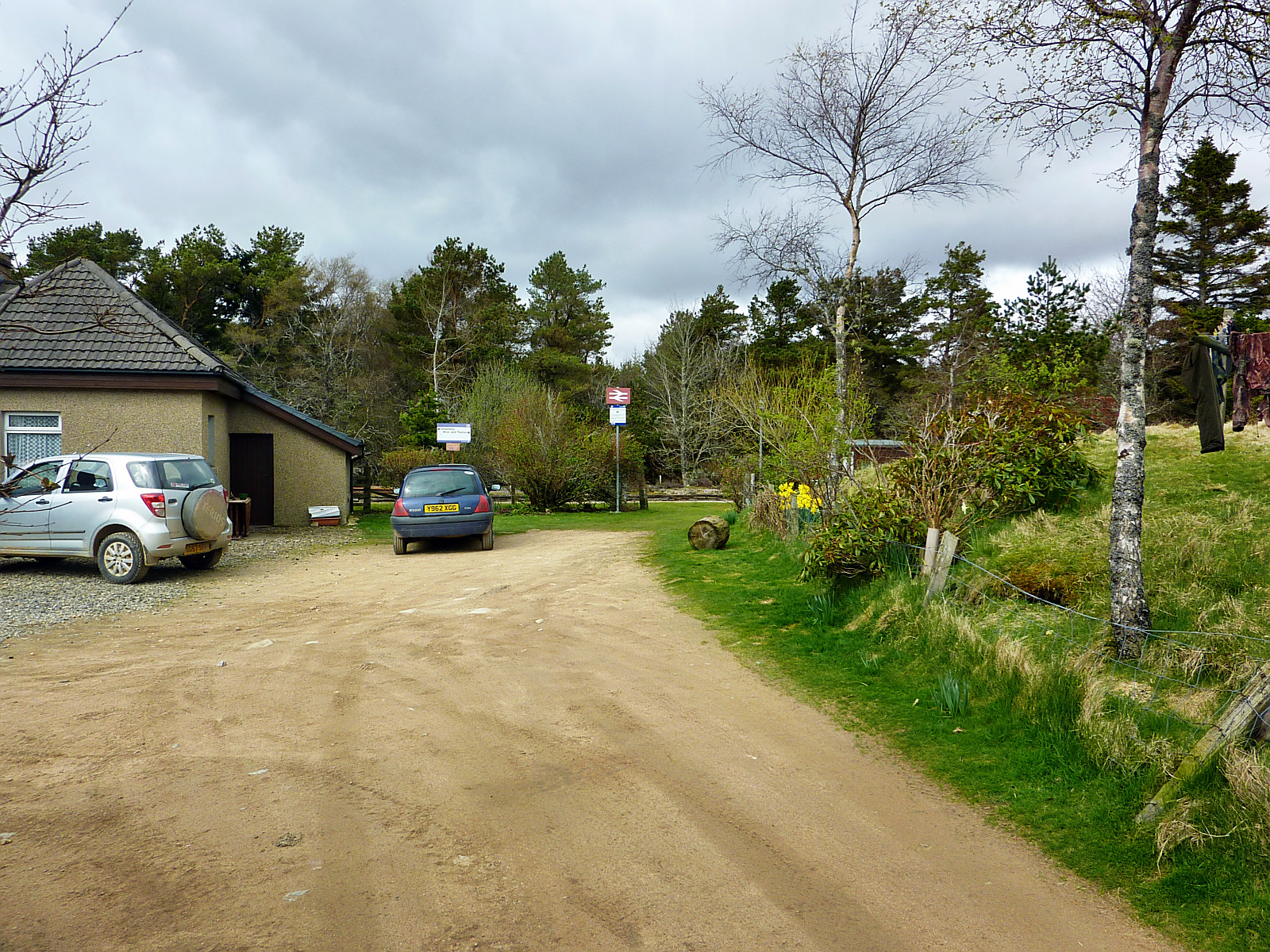
Entree
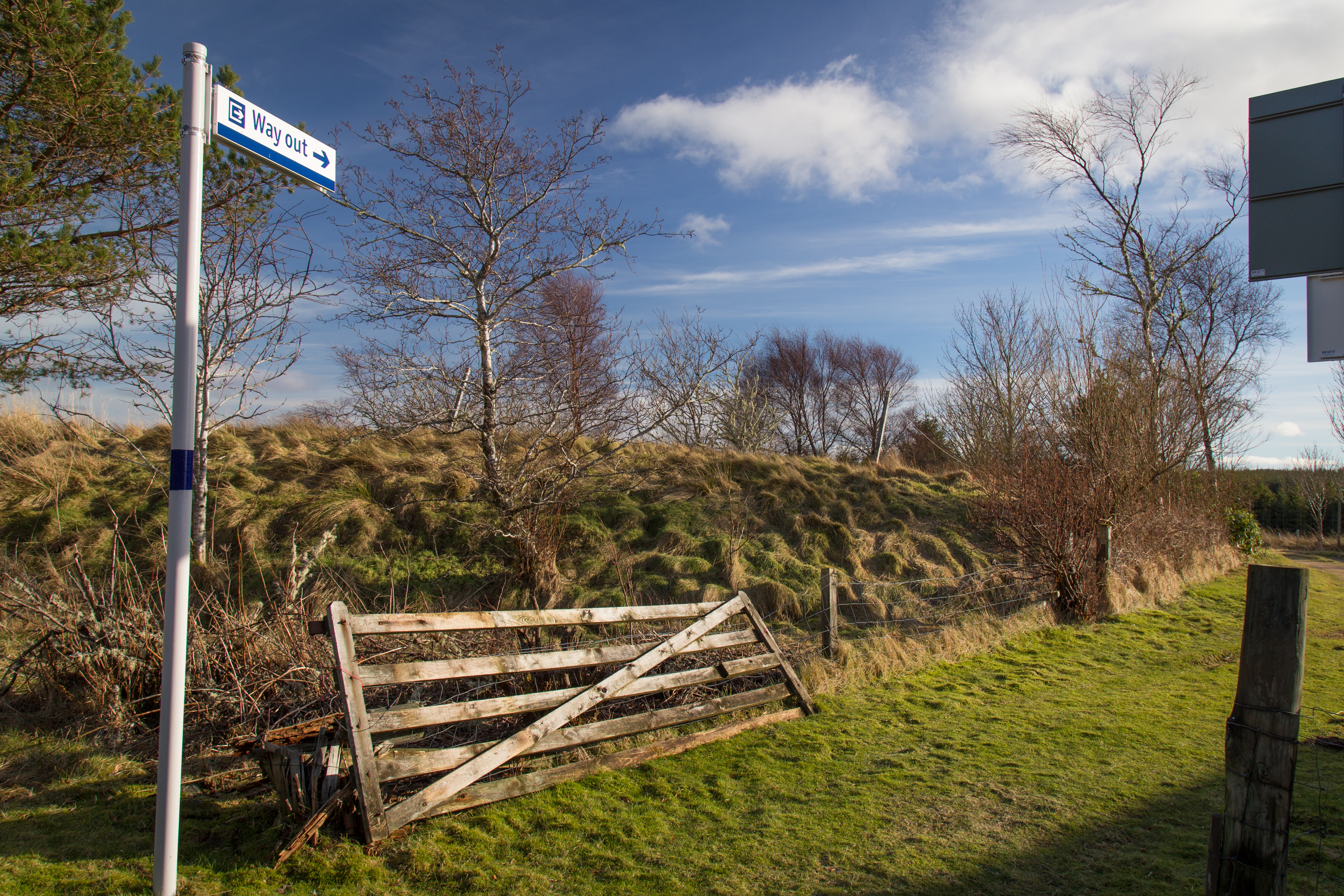
Uitgang
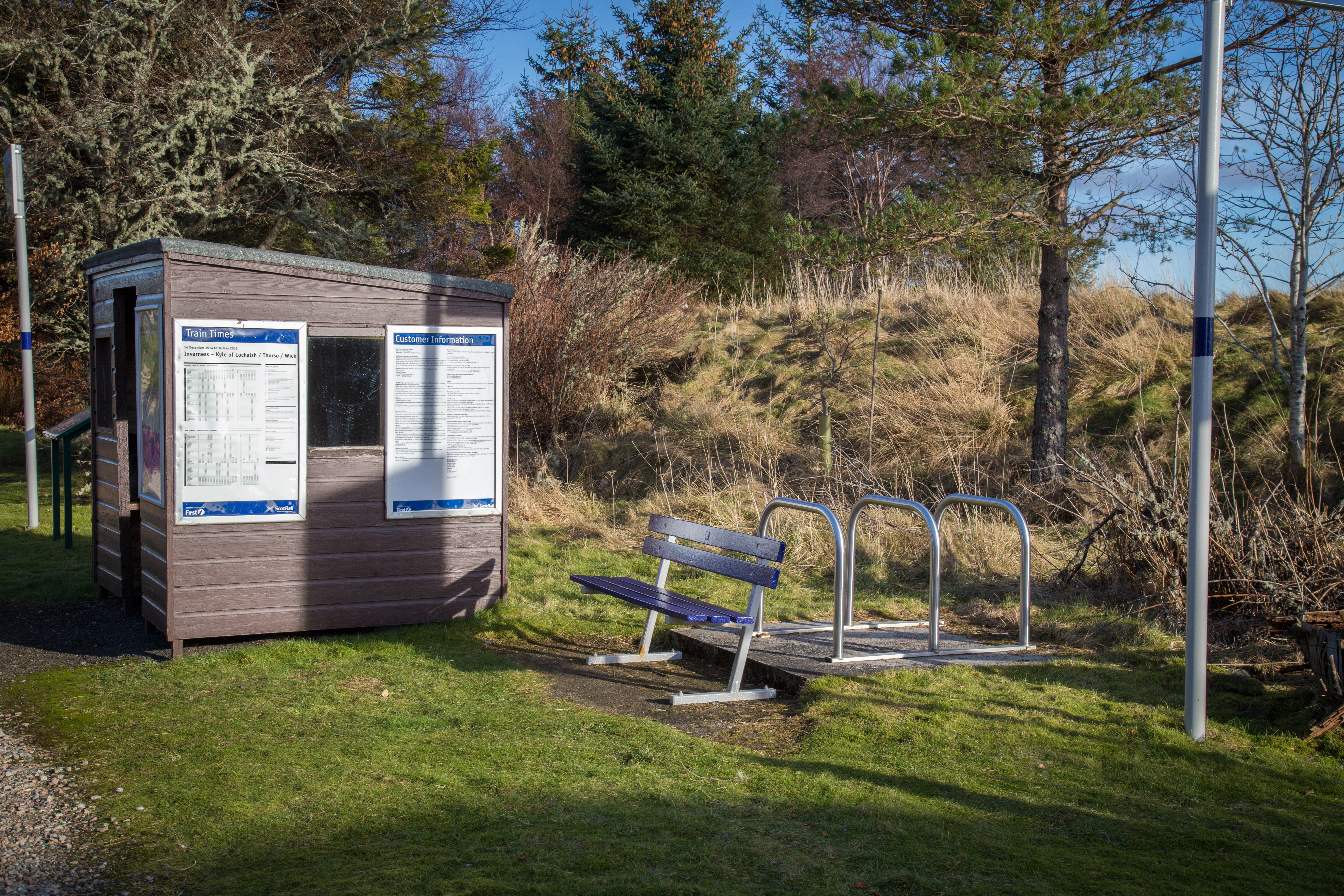
Faciliteiten